# KZ-Gedenkstätte Hailfingen-Tailfingen

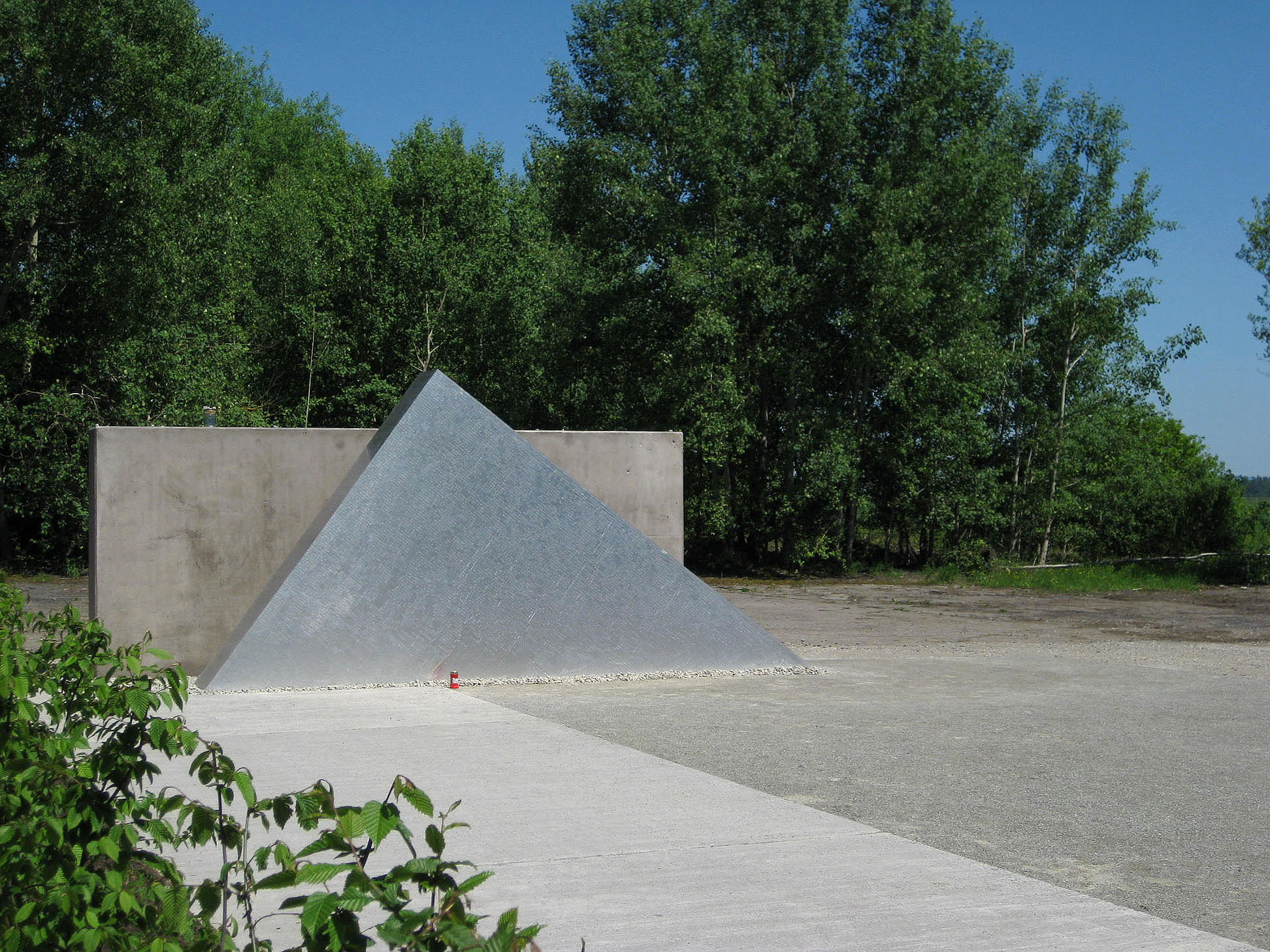
Mahnmal für die Gedenkstätte des KZ-Außenlagers Hailfingen/Tailfingen

Die KZ-Gedenkstätte Hailfingen-Tailfingen ist ein gemeinsames Projekt zweier Gemeinden und Landkreise: Dem Rottenburger Stadtteil Hailfingen im Landkreis Tübingen und dem Gäufeldener Ortsteil Tailfingen im Landkreis Böblingen.

## Vorgeschichte
Für Teile der Bevölkerung war die Erinnerung an das Konzentrationslager am eigenen Ort tabubesetzt bzw. unangenehm und weitgehend unbesprechbar. Man wusste vom KZ-Außenlager Hailfingen-Tailfingen und kannte etliche der dortigen Gewalttaten. Bevölkerung und Kommunalpolitiker lehnten es aber ab, einen Ort der Erinnerung zu schaffen. Ein provisorischer Gedenkstein wurde 1985 geschändet. Erst ab Mitte der 1990er Jahre setzte ein Bewusstseinswandel ein. 2010 waren alle notwendigen Voraussetzungen geschaffen und Vorstellungen präzisiert, so dass eine mehrteilige KZ-Gedenkstätte errichtet werden konnte.

## Mahnmal
Am westlichen Ende des ehemaligen Militärflugplatzes stellte die Gemeinde Hailfingen im Mai 2010 ein Mahnmal zur Erinnerung an die jüdischen Opfer auf, das am 6. Juni 2010 eingeweiht wurde. Der Bildhauer Rudolf Kurz schuf ein 2,5 m hohes und an der Grundlinie 5 m breites, ungleichseitiges Dreieck aus eng verfugten Aluminiumstäben, so dass eine geschlossene Oberfläche entsteht. Dieses Dreieck steht, in engem Abstand und seitlich versetzt, vor einer 5 m langen und 2 m hohen Wand aus unbehandeltem Sichtbeton. Die Namen aller 601 KZ-Häftlinge des Lagers, Überlebende und Umgekommene, sind eingraviert. Der Verzicht auf eine Reihenfolge, etwa nach Herkunftsland oder Alphabet, zwingt jeden Betrachter zu einem langsamen Entziffern.

## Kunstweg
Vom Mahnmal aus, führt über die ehemalige Startbahn ein bewaldeter Weg in Richtung Reparaturhalle am östlichen Ende der Rollbahn. Im Waldstück stehen etwa 60 Kunstwerke, Skulpturen und Fotografien.

## Ausstellungs- und Dokumentationsstelle im Tailfinger Rathaus

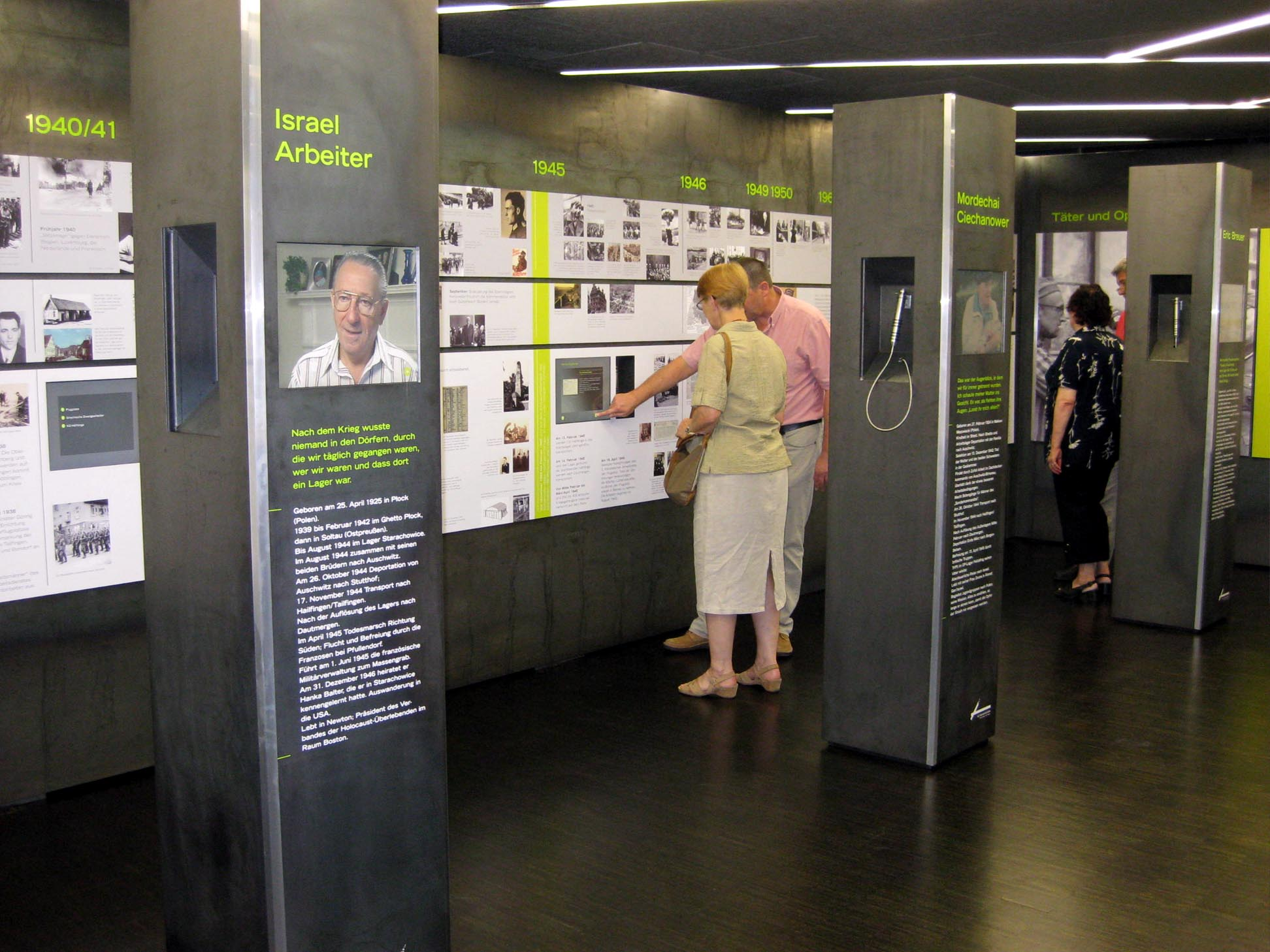
Ausstellungs- und Dokumentationsraum im Tailfinger Rathaus

Vor allem die privaten Initiativen und umfangreichen Recherchen von Volker Mall und Harald Roth waren Anstoß für die Einrichtung eines multimedialen Ausstellungsraums im Erdgeschoss des Tailfinger Rathaus. Zielgruppen sind in erster Linie Schulklassen mit Schülern ab 14 Jahren. Neben modernen Touch-Screen-Bildschirmen ist eine raumlange, über zwei Meter hohe Zeittafel geschaffen worden, aus welcher die Zusammenhänge verständlich werden. Aus mehreren Luftaufnahmen von 1944/1945 wurde im Computer ein Luftpanorama des Flugplatzes und seiner Umgebung erstellt. Das „Nummernbuch“ führt die Namen aller jüdischen Häftlinge auf. Im Mittelpunkt stehen jedoch die Einzelschicksale der Lagerinsassen und die Aussagen von Zeitzeugen aus dem Gäu. Der gesamte Bestand an digitalen Dokumenten kann zu Forschungszwecken benutzt werden. Die gesamte Ausstellungsstelle ist bewusst für etwaige Erweiterungen angelegt.
Ende 2008 entstand ein Dokumentarfilm: „Das KZ-Außenlager Hailfingen/Tailfingen“ von Bernhard Koch in Zusammenarbeit mit Gegen Vergessen – Für Demokratie.

## Friedhof in Tailfingen

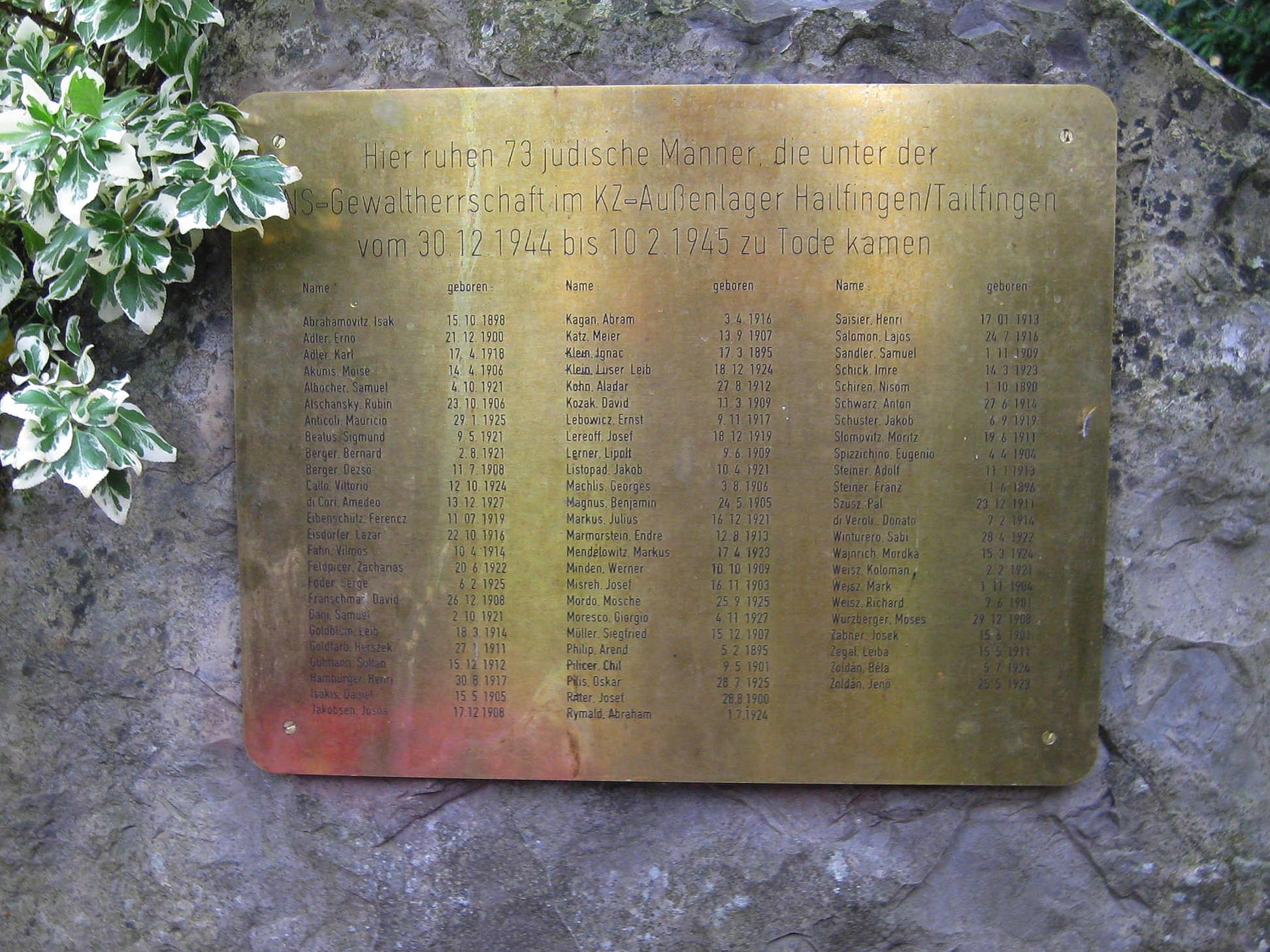
Gedenktafel auf dem Tailfinger Friedhof

Am 2. Juni 1945 wurden die Toten des Massengrabes aus dem KZ-Außenlager geborgen und im Tailfinger Friedhof beigesetzt. In ein Holzkreuz wurde eingraviert: „Hier ruhen 72 unbekannte KZ Häftlinge“. In den 1960er Jahren haben die Söhne von Ignac Klein einen Grabstein errichtet. 1986 wurden bei einer Gedenkfeier für die Opfer des KZ-Außenlagers auf dem Tailfinger Friedhof Gedenkplatten der Gemeinde und der israelitischen Religionsgemeinschaft Württembergs errichtet. Als Teil des Mahnmals wurde 2010 eine Gedenktafel mit den Namen der Beigesetzten aufgestellt.

## Gedenkpfad, Steinbruch Reusten
Ein Gedenkpfad wird eingerichtet. Er bezieht auch den ehemaligen Steinbruch bei Reusten ein, in den viele der Häftlinge täglich zu Zwangsarbeiten gehen mussten. Zur Erinnerung wurde eine der damals gebräuchlichen Kipploren aufgestellt.

## Gedenkstättenverbunde
Die Gedenkstätte ist Mitglied des Gedenkstättenverbundes Gäu-Neckar-Alb und des Verbundes der Gedenkstätten im ehemaligen KZ-Komplex Natzweiler.